# Jahon

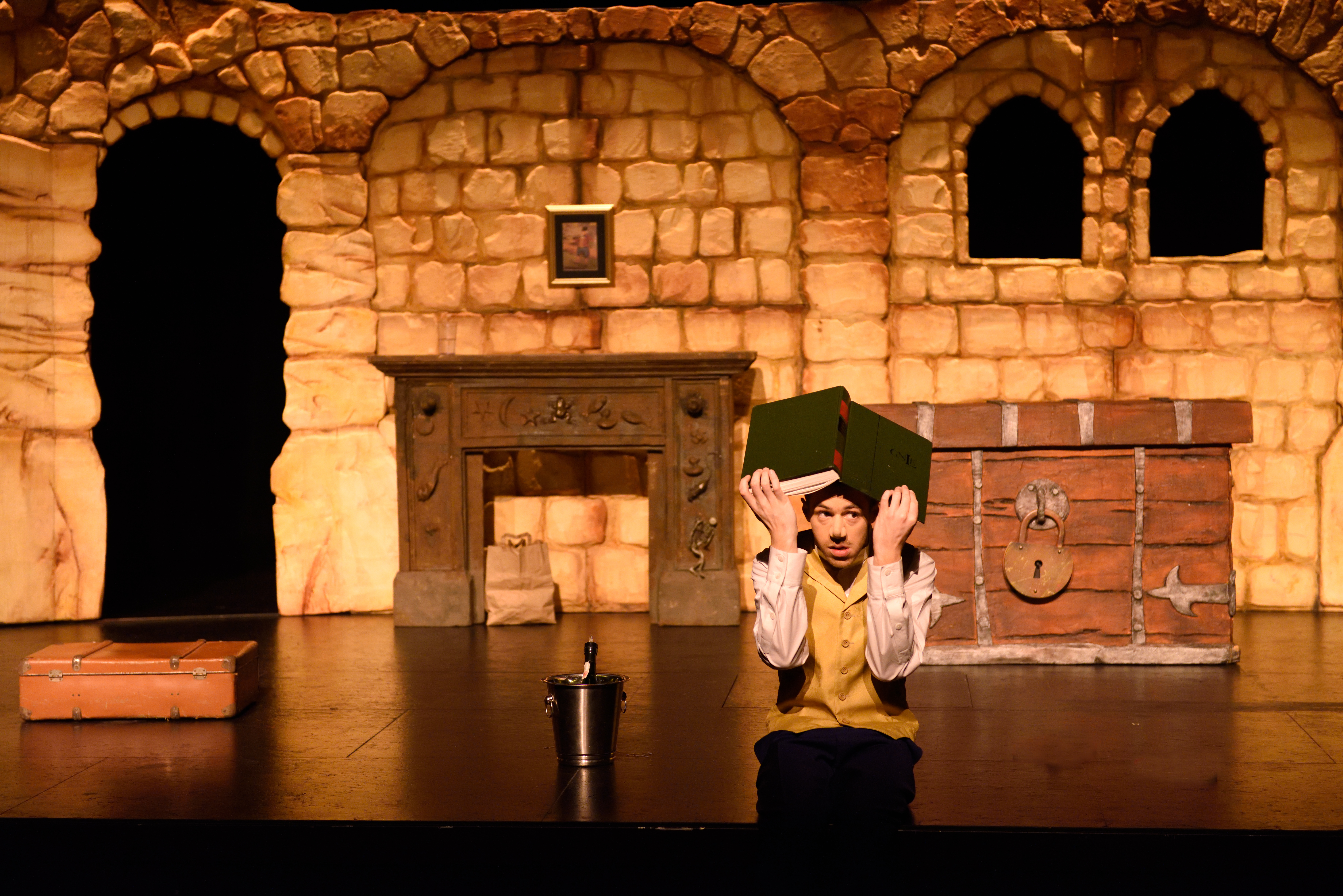
Jahon tijdens de première van zijn voorstelling Geheimen

Jahon  (Bree, 30 maart 1989), artiestennaam van Joran Custers, is een Vlaams goochelaar. Hij is gekend als huisgoochelaar van vtmKzoom.

## Biografie
Jahon staat reeds sinds jonge leeftijd voor het publiek. Zijn eerste optreden was op de leeftijd van 6 jaar voor een grote groep van 12-jarigen. Zijn eerste optredens op kinderfeestjes dateren van toen hij 10 was.
Na het behalen van de eerste prijs tijdens het kampioenschap van Vlaanderen, was Jahon te gast in de JoyceShow Show op vtmKzoom. Tijdens het vaste onderdeel 'de Race', legde Jahon het parcours geblindoekt af. Dit viel bij de programmamakers zo goed in de smaak dat Jahon werd gevraagd om regelmatig terug te keren op de zender.
Tijdens het programma 'Studio Kzoom', kreeg Jahon een wekelijks terugkerende rubriek, waarin hij een grote truc deed en een klein goocheltrucje uitlegde. Na het stoppen van 'Studio Kzoom', kreeg Jahon de vraag om goocheltrucjes te tonen met alledaagse materialen. Dit resulteerde in 2015 in 'De Keukengeheimen van Jahon', een programma waarin Jahon wekelijks een eenvoudig trucje demonstreerde met dingen die je in de keuken kan vinden. In de lente van 2016 is Jahon wekelijks op het scherm met 'Jahon op School', waarin Jahon de schoolkinderen van een basisschool verbaast met zijn trucjes.
Als huisgoochelaar van vtmKzoom is Jahon ook ieder jaar te gast op het vtmKzoom circus.
Tijdens de voorstelling van het cultureel seizoen 2014-15 werd Jahon door de burgemeester van zijn thuisstad Bree gehuldigd als cultureel kampioen.

## Voorstellingen
- JaGRIPon, Theater- of schoolvoorstelling, 2014 - 2020
- Over de Prins, Privévoorstelling, 2015 - ...
- Antonio, Straattheater, 2015 - ...
- Geheimen, Theater- of schoolvoorstelling, 2016 - ...
- Verdwalen, Theater- of schoolvoorstelling, 2019 - ...

## Prijzen
Naast grote voorstellingen nam Jahon deel aan verschillende concours.
- Kampioenschap van Vlaanderen 2011 Categorie toneel: Brons
- Kampioenschap van Vlaanderen 2011 Over alle categorieën heen: Publieksprijs
- Dynamite day wedstrijd 2011 (NL) Categorie toneel: Goud[3]
- OMC Limburgs kampioenschap 2012 Categorie toneel: Goud
- Kampioenschap van Vlaanderen 2013 Categorie toneel: Eerste prijs[4]
- Dynamite day wedstrijd 2013 (NL) Categorie toneel: Goud[5]
- Cultuurprijs stad Peer 2020

## Media
- Studio TVL
- Hallo TVL
- Radio 2
- Goedele Magazine
- Verschillende Vlaamse kranten
- vtmKzoom (studio Kzoom, Keukengeheimen van Jahon, Jahon op School)
- vtmKzoom Circus[6]
- Tussenfilmpjes voor Vanthilt on tour